# Bresztovác (Horvátország)
Bresztovác (horvátul: Brestovac, 1910-től 1981-ig Brestovac Požeški) falu és község Horvátországban Pozsega-Szlavónia megyében.

## Fekvése
Pozsegától légvonalban és közúton 6 km-re nyugatra, Szlavónia középső részén, a Pozsegai-medence nyugati részén, az Orljava és jobb oldali mellékvize a Javorek-patak mentén fekszik.

## A község települései
A községhez tartozó települések: Amatovci, Bogdašić, Bolomače, Boričevci, Bresztovác, Busnovi, Crljenci, Čečavac, Čečavački Vučjak, Daranovci, Deževci, Dolac, Donji Gučani, Gornji Gučani, Ivandol, Jaguplije, Jeminovac, Kamenska, Kamenski Šeovci, Kamenski Vučjak, Koprivna, Kruševo, Kujnik, Mihajlije, Mijači, Mrkoplje, Novo Zvečevo, Nurkovac, Oblakovac, Orjava, Pasikovci, Pavlovci, Perenci, Podsreće, Požeški Brđani, Rasna, Ruševac, Sažije, Skenderovci, Sloboština, Striježevica, Šnjegavić, Šušnjari, Vilić Selo, Vranić, Zakorenje, Završje és Žigerovci

## Története
A település határában az Orljava mentén fekvő Gaišća régészeti övezet leletei bizonyítják, hogy a Pozsegai-medence nyugati része már a kőkorszakban is lakott volt. A leleteket jellemzőik alapján a szakemberek a középső neolitikum végén virágzott Sopot-kultúrához sorolták. A középkori Bresztovác falu alapításának ideje a múlt homályába vész. A mai településtől nyugatra, a Papuk-hegység keleti lejtői alatt a Pozsegáról Pakrácra, illetve Nova Gradiškára vezető utak elágazásánál a középkori Szent Márton templom körül a 20. században végzett feltárás során emberi csontvázakat, középkori tárgyakat, számszeríjhoz tartozó nyílhegyet és sok kerámiatöredéket találtak. A leletek alapján nyilvánvaló, hogy itt a 10. és 15. század között középkori település és temetője feküdt.
Bresztovác első írásos említése 1302-ből származik, majd ezután 1336-ban, 1445-ben, 1534-ben és 1535-ben is említik. Középkori plébániatemploma Szent Márton tiszteletére volt szentelve. A 14. században a Lipei és a Pribinai nemesi családoké. Később várjobbágyok települése volt, hiszen a falutól délre fekvő Dolac határában állnak Éleskő (horvátul Oštri Kamen, Brestovac, Turski grad) várának romjai. A várat 1436-tól említik, ekkor a Bresztolci (Szentmártoni) családé volt. 1525-ben II. Lajos magyar király Dessewffy Ferencet erősítette meg a birtokában. Egy későbbi okiratban „castrum Brewsthowcz, alio nomine Eleskew” alakban szerepel, mely azt látszik igazolni, hogy a történeti forrásokban említett Beresztóc vára Éleskővel azonos. A 16. században az uradalom birtokosai közül még Tahy Istvánt és radvánczi Velykay István ismerjük, akinek nemesi kúriája is volt a településen. A török 1532-ben szállta meg a települést, mely a Pozsegai szandzsák része lett.
Bresztovác újkori története a török alóli felszabadulás után, a 17. század végén kezdődött. Első írásos említése 1698-ban „Breztovacz” alakban 7 portával a török uralom alól felszabadított települések összeírásában történt. A kamarai birtokon rövidesen felépítettek egy kúriát és önálló uradalom székhelyévé tették. Az uradalmat 1702-ben I. Lipót király de Serena Amata Antal grófnak adományozta, aki 1732-ben a Bródi határőrvidék főparancsnokának, báró Johann Heinrich Trenck ezredesnek adta el. Tőle fia báró Trenk Ferenc örökölte, akit 1747-ben börtönbe vetettek és birtokaitól megfosztottak. A bresztováci uradalom 1736-ban 24 falut és települést, 330 portával foglalt magában. Gazdaságában búzát, rozsot, zabot, kukoricát, lóherét termeltek. Jelentős volt az állatállomány is, lovat, szarvasmarhát, juhot, kecskét, sertést tenyésztettek. 20 vízimalom is működött az uradalom területén. A kamara újbóli irányítása alá került uradalmat ezután felosztották és a maradék bresztováci birtokot 1754-ben Horányi Gábor királyi tanácsosnak, Pest vármegye alispánjának adták el. Ezután Strisich Iváné, a későbbi pozsegai alispáné lett. Ezután több birtokosa is volt. A 19. század első felében Nagy Imre és Festetich Antal gróf, a század második felében a Reiner család, majd a 20. század elején Düwell Károly József volt a birtokosa.
Az első katonai felmérés térképén „Dorf Brestovacz” néven találjuk. Lipszky János 1808-ban Budán kiadott repertóriumában „Bresztovacz” néven szerepel. Nagy Lajos 1829-ben kiadott művében „Bresztovacz” néven összesen 66 házzal 254 katolikus és 100 ortodox vallású lakossal találjuk. 1857-ben 345, 1910-ben 663 lakosa volt. 1910-ben a népszámlálás adatai szerint lakosságának 73%-a horvát, 17%-a szerb, 4%-a magyar anyanyelvű volt. Pozsega vármegye Pozsegai járásának része volt. Az első világháború után 1918-ban az új szerb-horvát-szlovén állam, majd később (1929-ben) Jugoszlávia része lett. 1991-ben lakosságának 88%-a horvát, 5%-a szerb nemzetiségű volt. 2011-ben 670 lakosa volt.

## Lakossága
| Lakosság változása | Lakosság változása | Lakosság változása | Lakosság változása | Lakosság változása | Lakosság változása | Lakosság változása | Lakosság változása | Lakosság változása | Lakosság változása | Lakosság változása | Lakosság változása | Lakosság változása | Lakosság változása | Lakosság változása | Lakosság változása |
| ------------------ | ------------------ | ------------------ | ------------------ | ------------------ | ------------------ | ------------------ | ------------------ | ------------------ | ------------------ | ------------------ | ------------------ | ------------------ | ------------------ | ------------------ | ------------------ |
| 1857               | 1869               | 1880               | 1890               | 1900               | 1910               | 1921               | 1931               | 1948               | 1953               | 1961               | 1971               | 1981               | 1991               | 2001               | 2011               |
| 345                | 375                | 448                | 538                | 665                | 663                | 579                | 615                | 583                | 625                | 600                | 629                | 655                | 683                | 796                | 670                |

## Nevezetességei
- Szent Márton tiszteletére szentelt római katolikus temploma középkori eredetű. A templom a Pozsegáról Pakrácra, illetve Nova Gradiškára vezető utak elágazása közelében, a Papuk-hegység déli lejtői alatt egy magaslaton áll. Körülötte található a falu temetője. Egyhajós, keleti tájolású épület félköríves apszissal. Harangtornya a nyugati főhomlokzat felett magasodik, piramis alakú toronysisakban végződik. Régiségét mutatja, hogy a körülötte végzett régészeti feltárások a 10. századtól a 15. századig terjedő időszakra kiterjedő leleteket találtak, melyek legnagyobb része emberi csontmaradvány és cseréptöredék.[7]
- A település közepén, a Pakrácot Újgradiskával összekötő út kereszteződésének közelében, található egy kicsiny kúria, egy magasföldszintes, alápincézett, sátortetős, épület, egy, az északkeleti sarokhoz hozzáépített toronnyal. A belső elrendezését az idők során teljesen átalakították. Évekig iskola volt benne, de nem olyan régen megint átrendezték. Mára már nem ismert, hogy mikor is építették ezt a kúriát. Az sem ismert, hogy itt állt-e a Trenkek kúriája, amit később átalakítottak és átépítettek.

## Kultúra
- A KUD Berda Brestovac kulturális és művészeti egyesület ma mintegy 40 taggal működik. Ápolják a község népi hagyományait, gyűjtik és előadják népdalait, néptáncait.
- A község védőszentje Szent Máté apostol. Ünnepnapja szeptember 21. a község búcsúnapja.

## Oktatás
A helyi oktatás kezdetei 1775-ig nyúlnak vissza, amikor Mária Terézia rendeletére megnyílt az első egyházi iskola a településen. 1861-ben az egyházi iskolát az állami iskola váltotta fel. 1860-ban négy osztályban 101 gyermek tanult itt. 1927-ig az iskola magánházban működött, 1928-ban vásárolták meg dr. Mijo Rajner kúriáját az iskola számára. A második világháborúig az iskola 3-4 tanítóval, négy osztállyal működött. A háború után hatosztályosra, majd 1957-ben nyolcosztályosra bővítették. 1962-ben egyesítették az addig önálló ivandoli és pavlovaci iskolákkal, majd később újabb iskolákat csatoltak hozzá. 1964-ben az iskolához már 22 település tartozott és a tanulók száma indokolttá tette új iskola építését. A mai iskola telkét csak 1982-ben vásárolták meg és az építés 1986-ban kezdődött. Az új épületben az oktatás az 1991/92-es tanévben kezdődhetett meg. A községi tanács határozata alapján az iskola a pozsegai születésű Dragutin Lerman horvát afrikautazó, felfedező nevét vette fel. 2008-ban új tornaterem és előadói tér építése kezdődött meg.

## Egyesületek
A település önkéntes tűzoltóegyletét 1905-ben alapították.